# Hötjärnarna (Älvsby socken, Norrbotten, 728796-173342)
Hötjärnarna är en sjö i Älvsbyns kommun i Norrbotten och ingår i Piteälvens huvudavrinningsområde.